# Mariapark (Vosselaar)

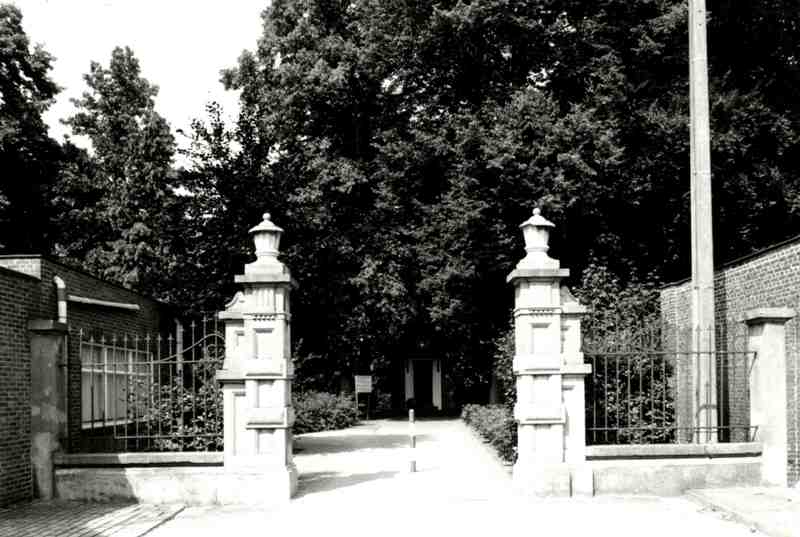
Ingang Mariapark

Het Mariapark is gelegen in de Antwerpse plaats Vosselaar, gelegen aan de Parklaan.
Dit parkje bevindt zich op een uitloper van de Konijnenberg, waar een miraculeus Mariabeeld zou zijn gevonden, dat tegenwoordig in de Onze-Lieve-Vrouwekerk wordt bewaard.
In 1890 werd een replica van dit beeld, een sedes sapientiae, geplaatst, oorspronkelijk in de openlucht maar in 1925 werd er een kapelletje omheen gebouwd.
Van 1930-1934 werd in de omgeving van dit beeld een processiepark aangelegd met beelden door Simon Goossens voorstellende de 15 geheimen van de rozenkrans, een piëta en een heilig hartbeeld.
In de Onze-Lieve-Vrouwstraat is een ingang die door twee hekpijlers wordt geflankeerd.